# Памперо

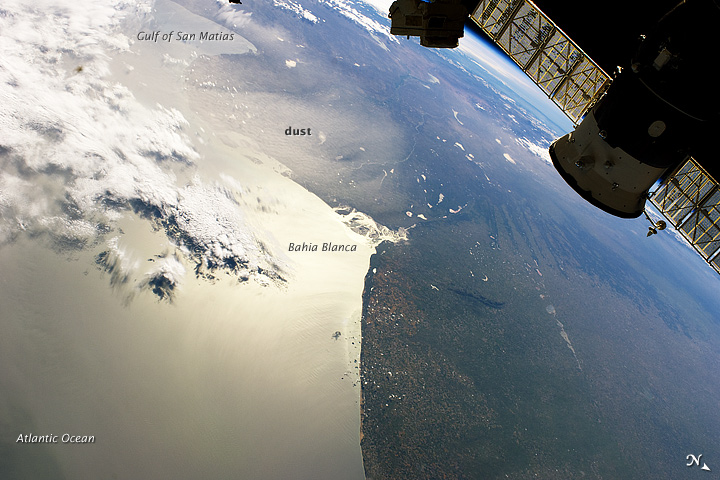

Пампе́ро (ісп. Pampero — «вітер із пампи») — холодний штормовий південний або південно-західний вітер антарктичного походження, характерний для пампасів Аргентини й Уругваю. Зазвичай приносить опади та різке зниження температури повітря.
Памперо має такі різновиди:
- Памперо Умедо (ісп. Pampero húmedo — вологий Памперо), якщо він приносить дощі
- Памперо Сусьйо (ісп. Pampero sucio — брудний Памперо), якщо супроводжується пиловими бурями
- Памперо Лімпьйо (ісп. Pampero limpio — чистий Памперо), якщо повітря чисте і сухе

Памперо переважає в зимові місяці (з кінця квітня по кінець серпня).
Північніше Тропіка Козерога вітер Памперо зазвичай називають Сурасо (ісп. surazo).